# Магнетон Бора
Магнето́н Бо́ра — элементарный магнитный момент.
Впервые обнаружен и рассчитан в 1911 году румынским физиком Стефаном Прокопиу, назван в честь Нильса Бора, который самостоятельно вычислил его значение в 1913 году.
Магнетон Бора определяется через фундаментальные константы в Гауссовой системе единиц выражением
{\displaystyle \mu _{B}={\frac {e\hbar }{2cm_{\mathrm {e} }}}}
и в системе СИ выражением
{\displaystyle \mu _{B}={\frac {e\hbar }{2m_{\mathrm {e} }}}},
где ħ — постоянная Дирака, е — элементарный электрический заряд, me — масса электрона, c — скорость света.
Значение магнетона Бора в зависимости от выбранной системы единиц:
| система | значение               | единицы |
| ------- | ---------------------- | ------- |
| СИ      | 927,40100783(28)⋅10−26 | Дж/Тл   |
| СГС     | 927,40100783(28)⋅10−23 | эрг/Гс  |
| [ 6 ]   | 5,7883818060(17)⋅10−5  | эВ/Тл   |
|         | 5,7883818060(17)⋅10−9  | эВ/Гс   |

Часто также используют константные комбинации, содержащие магнетон Бора (СИ):
- μB/h = 13,996 244 936 1(42)⋅109 Гц/Тл[7],
- μB/hc = 46,686 447 783(14) м−1Тл−1[8],
- μB/k = 0,671 713 815 63(20) K/Тл[9].

## Физический смысл
Физический смысл магнетона Бора {\displaystyle \mu _{B}} легко понять из полуклассического рассмотрения движения электрона по круговой орбите радиуса {\displaystyle r} со скоростью {\displaystyle v}. Такая система аналогична витку с током, где сила тока равна заряду, делённому на период вращения: {\displaystyle {I=ev/2\pi r}}. Согласно классической электродинамике, магнитный момент {\displaystyle \mu } витка с током, охватывающего площадь {\displaystyle S}, равен  (в системе единиц СГС)
{\displaystyle \mu ={IS \over c}={evr \over 2c}={eM \over 2mc}},
где {\displaystyle {M=mvr}} — орбитальный момент количества движения электрона. Если учесть, что по квантовым законам орбитальный (механический) момент {\displaystyle M} электрона может принимать лишь дискретные значения, кратные постоянной Планка, то есть {\displaystyle M=M_{l}=\hbar l}, где {\displaystyle l=0,1,\ ...\ ,\ n-1} — орбитальное квантовое число электрона, то и  значения магнитного момента электрона {\displaystyle \mu } могут быть только дискретными
{\displaystyle \mu =\mu _{l}={eM_{l} \over 2mc}={e\hbar l \over 2mc}=\mu _{B}\cdot l\qquad \qquad \qquad \qquad (1)}
и магнитный момент электрона кратен магнетону Бора. Следовательно, {\displaystyle \mu _{B}} играет роль элементарного магнитного момента — «кванта» магнитного момента электрона.
Помимо орбитального момента количества движения {\displaystyle M_{l}}, обусловленного движением вокруг атомного ядра, электрон обладает собственным механическим моментом — спином {\displaystyle s=1/2} (в единицах ħ). Спиновый магнитный момент {\displaystyle \mu _{s}=g_{e}\mu _{B}s}, где {\displaystyle g_{e}} — g-фактор электрона. В релятивистской квантовой теории значение {\displaystyle g_{e}} получается из уравнения Дирака и равно 2, то есть в 2 раза больше значения, которого следовало ожидать на основании формулы (1), но так как {\displaystyle s=1/2}, то теоретически получается, что собственный магнитный момент электрона {\displaystyle \mu _{s}}равен магнетону Бора {\displaystyle \mu _{s}=\mu _{B}}, как и первый орбитальный магнитный момент {\displaystyle \mu _{l}=\mu _{B}}при {\displaystyle l=1}. Тем не менее, из экспериментов известно, что g-фактор электрона ge = 2,002 319 304 361 53(53).